# اسقف‌نشین روچستر
اسقف‌نشین روچستر (انگلیسی: Diocese of Rochester) بخشی تشکیل دهنده از استان کانتربری کلیسای انگلستان در کشور انگلستان است. این اسقف‌نشین که در سال ۶۰۴ میلادی تأسیس شده‌است شامل ۲۶۸ کلیسا می‌باشد و مرکز آن کلیکلیسای جامع روچستر است.